# 田中メイ
田中 メイ（たなか めい、9月15日 - ）は、日本の女性声優。東京都出身。アクセルワン準所属。

## 出演

### テレビアニメ
- 武装神姫（2012年、男の子）
- 境界の彼方（2013年、神原秋人〈小学生〉）
- 八犬伝―東方八犬異聞―（2013年、信者）
- ファンタジスタドール（2013年、ラムキュー、カーディフ、パーフォレーション、オールデイン）
- Free!（2013年、小学生）

### 劇場アニメ
- 龍 -RYO-（2013年、赤）
- 劇場版 境界の彼方 -I'LL BE HERE-（2015年、神原秋人〈小学生〉）

### ゲーム
- あかやあかしやあやかしの（2013年）
- 青春はじめました!（2013年、山王堂太子）
- 楽園男子（2013年）
- Photograph Journey〜恋する旅行・宮城編＆沖縄編〜（2014年）[2]
- Photograph Journey～恋する旅行・香川編＆宮崎編～（2014年）

### ドラマCD
- 神様はじめました 神と神使の契約（2012年、妖怪）
- BLOOD ALONE（2013年、子供）

### 吹き替え
- 名探偵モンク（2010年）
- ER緊急救命室（2013年、キキ）
- シンプル・シモン（2014年、歯科医）

### ボイスオーバー
- トリハダ（秘）スクープ映像100科ジテン
- 飛び出せ!ワールドモニター

### 舞台
- おっ、ぺれった 「ちょっとノゾいてみてごらん」（勇介）
- ヴァリアス・マダム・カプセル 「may mai 五月」